# Chemnitzer BC
Chemnitzer BC was een Duitse voetbalclub uit de Saksische stad Chemnitz.

## Geschiedenis
De club werd op 2 december 1899 opgericht als Chemnitzer SC Britannia en was in 1900 een stichtend lid van de DFB. In april van dat jaar werd de naam veranderd in Chemnitzer BC 1899. Op 8 augustus 1903 was de club een van de vier medeoprichters van de lokale voetbalbond in Chemnitz. Datzelfde jaar nam de club ook deel aan de competitie van Oost-Saksen, waar de club alle vier de wedstrijden verloor. Ook in 1905 werd de club laatste. Na dit seizoen ging de club in de nieuw opgerichte competitie van Zuidwest-Saksen spelen. 
In het eerste seizoen werd de club kampioen, maar gaf forfait voor de Midden-Duitse eindronde. In 1908 werd de club opnieuw kampioen en nam nu wel aan de eindronde deel. Na een nipte 4-5 overwinning op Dresdner SC verloren ze van Magdeburger FC Viktoria 1896. De club domineerde ook de volgende jaren de competitie al konden ze geen successen boeken in de eindronde. In 1914 bereikte de club dan wel de halve finale en verloor daar van SpVgg 1899 Leipzig. 
Na de Eerste Wereldoorlog werd de competitie van Zuidwest-Saksen hervormd tot Kreisliga Mittelsachsen, die een groter gebied besloeg, al betekende dit in de praktijk geen verandering aangezien enkel de clubs uit Chemnitz en Mittweida in de hoogste klasse speelden. Van 1922 tot 1929 werd de club acht keer op rij kampioen. In 1922 werd de club ook vicekampioen van Midden-Duitsland in de groepsfase en in 1927 bereikte de club ook de finale, die ze verloren van VfB Leipzig met 4-0. Omdat de club de eerste bekerwinnaar was van Midden-Duitsland dat jaar plaatsten ze zich wel voor de eindronde om de Duitse landstitel 1926/27. Daar verloor de club in de eerste ronde met 1-5 van latere kampioen 1. FC Nürnberg. Troostprijs dat jaar was de beker van Midden-Duitsland die het met 3-2 won van Leipzig.
Twee jaar later werd opnieuw de finale om het Midden-Duitse kampioenschap bereikt en dit keer verloor de club met 2-3 van Dresdner SC. In 1930 doorbrak Sturm Chemnitz de hegemonie van de club en werd kampioen. Ook politieclub PSV Chemnitz eindigde boven BC en werd de nieuwe topclub van de stad en werd hierna drie keer op rij kampioen. BC kon wel nog telkens vicekampioen worden. 
In 1933 ging de club failliet en fusioneerde met Sportclub Sachsen 1909 Chemnitz en ging verder onder de naam Chemnitzer BC 1933. Datzelfde jaar werd de Gauliga ingevoerd als hoogste speelklasse en CBC degradeerde reeds in het eerste seizoen. In 1939 promoveerde de club terug en speelde de rest van de oorlogsjaren in de hoogste klasse. Na het einde van de Tweede Wereldoorlog werd de club opgeheven.

## Erelijst
Kampioen Zuidwest-Saksen/Midden-Saksen
1905/06, 1907/08, 1910/11, 1911/12, 1913/14, 1916/17, 1921/22, 1922/23, 1923/24, 1924/25, 1925/26, 1926/27, 1927/28, 1928/29